# Tord Backman
Tord Yngve Backman (* 13. November 1942 in Pålkem) ist ein ehemaliger schwedischer Skilangläufer.
Backman, der für den Bergnäsets AIK aus Luleå startete, nahm an den Olympischen Winterspielen 1972 in Sapporo teil. Dabei belegte er den 20. Platz über 15 km und den 13. Rang über 50 km.